# Holocola emplasta
Holocola emplasta är en fjärilsart som beskrevs av Edward Meyrick 1901. Holocola emplasta ingår i släktet Holocola och familjen vecklare. Inga underarter finns listade i Catalogue of Life.